# Henschel Typ Ruhr
Die Tenderlokomotiven Henschel Typ Ruhr sind vierachsige Heißdampf-Tenderlokomotive und wurden von der Lokomotivfabrik Henschel aus ihrem Nachkriegs-Typenprogramm als Industrielokomotiven gebaut. Sie stellten den Höhepunkt in der Fertigung von Industriedampflokomotiven dar.
Von den fünf gebauten Lokomotiven ging eine an die Stahlwerke Bochum, drei an die Hibernia und eine an die Bayerische Braunkohlen-Industrie. Die Lokomotive Hibernia 59-D war die letzte von Henschel hergestellte Dampflokomotive. Die Lokomotiven waren lediglich 20 Jahre in Betrieb. Es ist keine Lok erhalten geblieben.

## Geschichte und Technik
Unmittelbar nach der Type Bergbau der Lokomotiv- und Waggonbaufabrik Krupp fertigte Henschel diese moderne Lokomotivbaureihe. Sie erhielt ihren Namen Ruhr, weil bis auf eine von der Bayerischen Braunkohlen-Industrie bestellte Lokomotive alle im Ruhrgebiet eingesetzt wurden. Werksintern wurden sie  als Reihe Dh 950 bezeichnet, womit die Achsfolge, die Heißdampftechnik sowie die Leistung zum Ausdruck gebracht wurde. Die Lokomotiven sind eine Weiterentwicklung der Henschel Typ Bochum aus der Zeit vor dem Kriegsende, die nach den neuen Baugrundsätzen der Deutschen Bundesbahn entstanden.
Die Lokomotiven verfügten über einen sehr starken geschweißten Blechrahmen. Die dritte Achse war die Treibachse, ihre Spurkränze waren um 15 mm abgeschwächt. Sämtliche Achs- und Stangenlager waren als Rollenlagern ausgeführt.
Der mit einem Mischvorwärmer versehene geschweißte Kessel hatte viele Parallelen zu dem der DB-Baureihe 82. Die Dampfmaschine wurde mit einer Heusinger-Steuerung gesteuert. Der Kreuzkopf wurde einschienig auf der Gleitbahn geführt. Sie besaßen krempenförmige Schornsteine und die schon bei der Type Bochum verwendeten Windleitbleche als Fledermausohren.
Die Lokomotiven waren mit Wurfhebelbremse sowie indirekter Bremse von Knorr ausgerüstet. Abgebremst wurden alle Achsen einseitig von vorn. Gesandet wurde pneumatisch. Die Lok besaß je Triebwerksseite fünf Sandfallrohre, mit denen der erste und zweite Radsatz von hinten, der Treibradsatz beidseitig und der hintere Radsatz von vorn gesandet wurden.

## Einsatz
Die Lokomotiven mit der hohen Achslast von 20 t haben ein Dienstalter von weniger als 20 Jahren erreicht.
Der Verbleib ist bei der letztgebauten Lokomotive mit der Fabriknummer 26461 und der Hibernia-Bezeichnung 59-D bekannt. Sie wurde 1971 außer Dienst gestellt und 1972 verschrottet. Bei allen anderen Lokomotiven ist der Verbleib nicht geklärt.